# Southern Illinois University Press
A Southern Illinois University Press ou SIU Press, fundada em 1956, é uma editora universitária localizada em Carbondale, Illinois, de propriedade e operada pela Southern Illinois University. A editora publica aproximadamente 50 títulos anualmente, entre seus mais de 1.200 títulos atualmente impressos. A Southern Illinois University Press é membra da Association of American University Presses.

## História
A Southern Illinois University Press foi fundada pelo presidente Delyte Morris em meados da década de 1950, e seu primeiro livro—A Pilot Study of Southern Illinois, de Charles E. Colby—foi publicado em 20 de outubro de 1956. A editora montou uma missão global, alcançando todas as avenidas da rede mundial de bolsas de estudo para atrair manuscritos de um corpo internacional de autores. Ao longo de sua existência, a Imprensa publicou uma mistura invejável de estudiosos sólidos e jovens, equilibrados por aqueles com reputação estabelecida. Publicando principalmente nas ciências humanas e sociais, fez contribuições substanciais em uma ampla gama de áreas: arte e arquitetura, estudos clássicos, história (mundial e americana), crítica literária, filosofia, religião, retórica e composição, comunicação de fala, e teatro.
A editora tornou-se especialmente conhecida por suas publicações em Estudos da Primeira Emenda, Restauração e Teatro do Século XVIII, e Retórica e Composição, e por dois trabalhos acadêmicos excepcionais de vários volumes: The Early, Middle, and Later Works, de John Dewey e The Papers, de Ulysses S. Grant. Além disso, a editora desenvolveu e manteve listas que comemoram e documentam a história e a cultura do sul de Illinois, do estado e da região Centro-Oeste. Os livros da editora podem ser encontrados em bibliotecas, livrarias e residências nos EUA e em muitas partes do mundo, e foram revisados em jornais internacionais, revistas, periódicos acadêmicos e por mídia virtual e de difusão. Além disso, os livros de imprensa ganharam muitos prêmios ao longo dos anos.
Nos últimos anos, a Southern Illinois University Press concentrou sua lista em um número menor de áreas de publicação: história americana (Guerra Civil e Lincoln), aviação, botânica, estudos de filmes, história jurídica, poesia, estudos regionais, retórica e composição e teatro.

## Principais áreas de impressão
- Antropologia
- Arqueologia
- Arquitetura
- Arte
- Botânica
- Estudos Clássicos
- Comunicações
- Composição
- Criminologia
- Dança
- Economia e Negócios
- Educação
- Engenharia
- Ficção
- Estudos de Cinema
- História / Americana
- História / Guerra Civil
- História / Regional
- História / Mundo
- Lei
- Lincoln
- Linguística
- Alfabetização
- Literatura
- Estudos de Mídia
- Ciência médica
- Música
- História Natural / Centro-Oeste
- Filosofia
- Poesia
- Ciência Política
- Cultura popular
- Psicologia
- Referência
- Regional
- Religião
- Retórica
- Estudos Escandinavos
- Sociologia
- Esportes / Beisebol
- Teatro / História
- Teatro / Peças
- Teatro / Encenação
- Transporte
- Zoologia